# Roch Voisine
Roch Voisine (* 26. März 1963 in Saint-Basile-Edmundston) als Joseph Armand Roch Voisine ist ein kanadischer Komponist, Musiker, Schauspieler und Radio- und Fernsehmoderator.

## Biographie
Voisine wuchs in Saint Basile als Sohn von Zélande Robichaud und Réal Voisine auf. Er hat zwei Geschwister.
Er besuchte die École technique de métiers de Lauzon in der Provinz Quebec und die Polyvalente in Lévis; seine Ausbildung schloss er am Cégep Limoilou, einer Hochschule in Quebec, ab. In dieser Zeit strebte er eine Eishockey-Karriere an, die er achtzehnjährig wegen einer Verletzung abbrechen musste.
Von 2002 bis 2007 war er mit Myriam Saint-Jean verheiratet. Das Paar hat zwei Kinder. Seit 2012 ist er mit Myriam Chantal verbunden, mit der er eine Tochter hat.

## Laufbahn
Nach bescheidenen Anfängen hatte er 1989 seinen ersten Erfolg mit dem Lied Hélène. In den folgenden Jahren war er mit Tourneen erfolgreich und sein Album Double. Album wurde 650.000 Mal verkauft. Einen Höhepunkt erreichte er 1992, als sein Konzert auf dem Champ de Mars in Paris vor 75.000 Zuschauern direkt im französischen Fernsehen (TF1) übertragen und von 14 Millionen Zuschauern gesehen wurde. Seitdem ist er regelmäßig mit Tourneen und Alben erfolgreich. 2022 trat er im La Cigale in Paris auf.
Während der Olympischen Spiele 2010 in Vancouver war er als Berater für die verschiedenen Kanäle von France Télévisions tätig. Dort kommentiert er die Eröffnungs- und Schlussfeier sowie die Hockeyspiele Kanadas.

## Karitatives Engagement
Roch Voisin trat 1997, von 1999 bis 2002 und 2005 bei den Benefizveranstaltungen von Les Enfoirés zugunsten der Restos du Cœur auf. 2000 und 2001 war er Botschafter der UNICEF.

## Auszeichnungen (ohne Musikverkäufe)
- Chevalier de l’Ordre des Arts et des Lettres: 1992
- Chevalier de l’Ordre du Canada
- Chevalier de l’Ordre de la Pléiade
- Ordre du Nouveau-Brunswick: 2014
- Prix Félix
  - Preisträger: 1989 – 1993, 1995, 2011
  - Nominiert: 1994, 1997, 1999, 2012, 2013, 2014, 2017
- Prix Juno
  - Preisträger: 1994 – 1995
  - Nominiert: 1990, 1998
- Prix MetroStar
  - Nominiert: 1990, 1998
- NRJ Music Awards
  - Preisträger: 2005
  - Nominiert: 2014
- Victoires de la Musique
  - Preisträger: 1990, 1991

## Diskografie

### Alben
| Jahr | Titel                   | Höchstplatzierung, Gesamtwochen, AuszeichnungChartplatzierungen (Jahr, Titel, Platzierungen, Wochen, Auszeichnungen, Anmerkungen) | Höchstplatzierung, Gesamtwochen, AuszeichnungChartplatzierungen (Jahr, Titel, Platzierungen, Wochen, Auszeichnungen, Anmerkungen) | Höchstplatzierung, Gesamtwochen, AuszeichnungChartplatzierungen (Jahr, Titel, Platzierungen, Wochen, Auszeichnungen, Anmerkungen) | Anmerkungen                                         |
| Jahr | Titel                   | FR | BEW | CH | Anmerkungen                                         |
| ---- | ----------------------- | --- | --- | --- | --------------------------------------------------- |
| 1996 | Kissing Rain            | — | BEW50 (1 Wo.)BEW | — |                                                     |
| 1999 | Chaque Feu              | FR9 Gold · (14 Wo.)FR | BEW13 (16 Wo.)BEW | — | kanadische Version mit Obia                         |
| 2000 | L’Album de Noël         | FR24 Gold · (7 Wo.)FR | BEW29 (5 Wo.)BEW | — | in Englisch als Christmas is calling veröffentlicht |
| 2001 | Roch Voisine            | FR10 Gold · (22 Wo.)FR | BEW24 (10 Wo.)BEW | CH54 (9 Wo.)CH | Erstveröffentlichung: 5. November 2001              |
| 2003 | Je te serai fidèle      | FR5 ×2Doppelgold · (87 Wo.)FR | BEW11 (28 Wo.)BEW | CH42 (10 Wo.)CH | Erstveröffentlichung: 17. November 2003             |
| 2004 | Le Noël de Roch Voisine | FR63 (5 Wo.)FR | BEW62 (5 Wo.)BEW | — | Erstveröffentlichung: 9. November 2004              |
| 2005 | Sauf si l’amour...      | FR6 Gold · (63 Wo.)FR | BEW11 (20 Wo.)BEW | CH32 (4 Wo.)CH | Erstveröffentlichung: 28. August 2005               |
| 2008 | Americana               | FR3 Gold · (66 Wo.)FR | BEW9 (24 Wo.)BEW | CH22 (9 Wo.)CH | Erstveröffentlichung: 21. Juli 2008                 |
| 2009 | Americana 2             | FR9 Gold · (40 Wo.)FR | BEW5 (21 Wo.)BEW | CH46 (4 Wo.)CH | Erstveröffentlichung: 7. August 2009                |
| 2010 | Americana 3: California | FR18 (18 Wo.)FR | BEW18 (15 Wo.)BEW | CH98 (1 Wo.)CH | Erstveröffentlichung: 21. Juni 2010                 |
| 2010 | Confidences             | FR30 Gold · (9 Wo.)FR | BEW37 (12 Wo.)BEW | CH72 (3 Wo.)CH |                                                     |
| 2013 | Duophonique             | FR9 (14 Wo.)FR | BEW6 (30 Wo.)BEW | CH32 (4 Wo.)CH |                                                     |
| 2014 | Movin’ On Maybe         | — | BEW149 (1 Wo.)BEW | — | Erstveröffentlichung: 7. Oktober 2014               |
| 2017 | Devant nous             | FR16 (10 Wo.)FR | BEW12 (25 Wo.)BEW | CH27 (3 Wo.)CH | Erstveröffentlichung: 31. März 2017                 |

Weitere Studioalben
- 1986: Sweet Songs
- 1987: Roch Voisine
- 1989: Hélène (CH: Platin, FR: Diamant)
- 1990: Double (eine CD in Französisch, eine in Englisch; CH: Gold, FR: ×2Doppelplatin )
- 1992: Europe Tour (FR: Platin)
- 1993: I’ll Always Be There (FR: ×2Doppelgold )
- 1994: Coup de Tête (FR: ×2Doppelgold )
- 2002: Higher
- 2006: Roch Voisine Intime/Intimate

### Kompilationen
| Jahr | Titel          | Höchstplatzierung, Gesamtwochen, AuszeichnungChartplatzierungen (Jahr, Titel, Platzierungen, Wochen, Auszeichnungen, Anmerkungen) | Höchstplatzierung, Gesamtwochen, AuszeichnungChartplatzierungen (Jahr, Titel, Platzierungen, Wochen, Auszeichnungen, Anmerkungen) | Höchstplatzierung, Gesamtwochen, AuszeichnungChartplatzierungen (Jahr, Titel, Platzierungen, Wochen, Auszeichnungen, Anmerkungen) | Anmerkungen                              |
| Jahr | Titel          | FR | BEW | CH | Anmerkungen                              |
| ---- | -------------- | --- | --- | --- | ---------------------------------------- |
| 2007 | Roch (Best of) | — | BEW18 (22 Wo.)BEW | CH52 (4 Wo.)CH | Erstveröffentlichung: 18. September 2007 |

Weitere Kompilationen
- 2010: L’ Aventure Americana
- 2014: My Very Best

### Singles
| Jahr | Titel Album                              | Höchstplatzierung, Gesamtwochen, AuszeichnungChartplatzierungen (Jahr, Titel, Album, Platzierungen, Wochen, Auszeichnungen, Anmerkungen) | Höchstplatzierung, Gesamtwochen, AuszeichnungChartplatzierungen (Jahr, Titel, Album, Platzierungen, Wochen, Auszeichnungen, Anmerkungen) | Höchstplatzierung, Gesamtwochen, AuszeichnungChartplatzierungen (Jahr, Titel, Album, Platzierungen, Wochen, Auszeichnungen, Anmerkungen) | Anmerkungen                       |
| Jahr | Titel Album                              | FR | BEW | DE | Anmerkungen                       |
| ---- | ---------------------------------------- | --- | --- | --- | --------------------------------- |
| 1989 | Hélène                                   | FR1 (27 Wo.)FR | — | — |                                   |
| 1990 | Pourtant Hélène                          | FR3 Silber · (14 Wo.)FR | — | — |                                   |
| 1990 | Avant de partir Hélène                   | FR7 Silber · (21 Wo.)FR | — | — |                                   |
| 1990 | La berceuse du petit diable Double       | FR3 Silber · (18 Wo.)FR | — | — |                                   |
| 1991 | Darlin’ Double                           | FR2 Silber · (19 Wo.)FR | — | — |                                   |
| 1991 | On The Outside Roch Voisine (1991)       | FR10 (14 Wo.)FR | — | — |                                   |
| 1991 | Waiting Roch Voisine (1991)              | FR16 (10 Wo.)FR | — | — |                                   |
| 1992 | La promesse Double                       | FR3 (15 Wo.)FR | — | — |                                   |
| 1992 | Avec tes yeux Pretty Face Europe Tour    | FR3 (14 Wo.)FR | — | — |                                   |
| 1992 | La légende Oochigeas Europe Tour         | FR4 Silber · (20 Wo.)FR | — | — |                                   |
| 1993 | I’ll Always Be There                     | FR20 (18 Wo.)FR | — | — |                                   |
| 1994 | There’s No Easy Way I’ll Always Be There | FR48 (1 Wo.)FR | — | — |                                   |
| 1995 | Laisse-la rêver Coup de tête             | FR47 (1 Wo.)FR | — | — |                                   |
| 1997 | Kissing Rain                             | — | — | DE97 (1 Wo.)DE |                                   |
| 1999 | Je resterai là Chaque feu...             | FR69 (8 Wo.)FR | — | — |                                   |
| 2000 | Comme... Chaque feu...                   | FR47 (8 Wo.)FR | — | — |                                   |
| 2000 | Petit Papa Noël L’album de Noël          | FR49 (5 Wo.)FR | — | — |                                   |
| 2002 | Dis-lui Roch Voisine (2001)              | FR26 (13 Wo.)FR | BEW20 (6 Wo.)BEW | — |                                   |
| 2002 | Julia Roch Voisine (2001)                | FR74 (5 Wo.)FR | — | — |                                   |
| 2004 | Tant pis Je te serai fidèle              | FR8 Gold · (38 Wo.)FR | BEW33 (3 Wo.)BEW | — |                                   |
| 2004 | Je l’ai vu Je te serai fidèle            | FR16 (18 Wo.)FR | — | — |                                   |
| 2006 | Une femme Sauf si l’amour...             | FR24 (11 Wo.)FR | — | — |                                   |
| 2013 | Hélène Duophonique                       | FR72 Platin · (4 Wo.)FR | — | — | mit Cœur de Pirate                |
| 2013 | La belle vie –                           | FR95 (2 Wo.)FR | — | — | mit Dany Brillant & Damien Sargue |
| 2017 | Tout me ramène à toi Devant Nous         | FR181 (1 Wo.)FR | — | — |                                   |

grau schraffiert: keine Chartdaten aus diesem Jahr verfügbar

### Gastbeiträge
- 1994: Vatican Christmas: The little drummer boy
- 1997: Vision Quest: River of love
- 1997: Richard Marx: Flesh and Bone, Every day of your life / Chaque jour de ta vie
- 2004: Jim Brickman: Greatest Hits, My love is here
- 2004: Québécois: L’Acadie en chanson, Poème de chair
- 2006: Fight Aids: L’Or de nos vies
- 2010: Carlos Santana: Guitar Heaven, Under the bridge

## Auszeichnungen für Musikverkäufe
| Goldene Schallplatte - Kanada - 1993: für das Album Europe Tour - 1999: für das Album Chaque Feu - 2011: für das Album Americana 2 Platin-Schallplatte - Kanada - 1994: für das Album Coup De Tête - 1996: für das Album Kissing Rain - 2010: für das Album Americana | 2× Platin-Schallplatte - Kanada - 1992: für das Album Double 3× Platin-Schallplatte - Kanada - 1992: für das Album Hélène 4× Platin-Schallplatte - Kanada - 1994: für das Album I’ll Always Be There |

Anmerkung: Auszeichnungen in Ländern aus den Charttabellen bzw. Chartboxen sind in ebendiesen zu finden.
| Land/RegionAuszeichnungen für Musikverkäufe (Land/Region, Auszeichnungen, Verkäufe, Quellen) | Silber     | Gold       | Platin       | Diamant  | Verkäufe  | Quellen                     |
| -------------------------------------------------------------------------------------------- | ---------- | ---------- | ------------ | -------- | --------- | --------------------------- |
| Frankreich (SNEP)                                                                            | 5× Silber5 | 14× Gold14 | 4× Platin4   | Diamant1 | 4.775.000 | infodisc.fr snepmusique.com |
| Kanada (MC)                                                                                  | —          | 3× Gold3   | 12× Platin12 | —        | 1.320.000 | musiccanada.com             |
| Schweiz (IFPI)                                                                               | —          | Gold1      | Platin1      | —        | 75.000    | hitparade.ch                |
| Insgesamt                                                                                    | 5× Silber5 | 18× Gold18 | 17× Platin17 | Diamant1 |           |                             |

## Filmographie
- 1989: Lance et compte, Fernsehserie, 3. Staffel
- 1993: Armen et Bullik, Fernsehfilm
- 2022: L’œil du cyclone (Fernsehserie)